# Crackdown 3
Crackdown 3 est un jeu vidéo d'action-aventure et de tir à la 3e personne de type sandbox développé par Reagent Games, un studio britannique mené par le développeur David Jones, fondateur de l'ancien studio Realtime Worlds. Sa sortie sur les plates-formes Microsoft Windows et Xbox One est effective le 15 février 2019.
Suite de la série initiée par Crackdown en 2007, Crackdown 3 sort neuf ans après son prédécesseur Crackdown 2. Il s'appuie sur le service Microsoft Azure pour permettre la destruction de masse dans le jeu.

## Système de jeu
Crackdown 3 est un GTA-like qui reprend la plupart des éléments de gameplay des précédents opus de la série. Il possède un système de jeu de type bac à sable, avec un environnement en grande partie destructible.
Alors que le jeu en était encore aux premiers pas de son développement, le dirigeant de Xbox, Phil Spencer, a expliqué que le jeu était le fruit de discussions avec David Jones. Après avoir quitté Realtime Worlds, ce dernier a rejoint Cloudgine, une entreprise ayant pour objectif de permettre aux jeux de tirer profit de l'informatique en nuage. Cloudgine avait fait l'objet de rumeurs supposant que son logiciel serait partie intégrante de la Xbox One. Ces rumeurs faisaient suite à la démonstration du logiciel lors d'une conférence de développeurs Microsoft, en avril 2014. Lors de cette démonstration, Microsoft avait présenté les capacités du logiciel, qui en s'appuyant sur le cloud, permettait d'accélérer la modélisation et le rendu dans une ville virtuelle entièrement destructible. Phil Spencer a plus tard révélé que l'environnement utilisé dans cette démonstration était la base de Crackdown 3.

## Développement
Crackdown 3 est annoncé lors de la conférence de presse de Microsoft à l'E3 2014, en juin 2014. Il est alors prévu que ce soit un jeu exclusif à la console Xbox One.
Après trois ans de silence à L'E3 2017, Microsoft a indiqué, après la bande-annonce du jeu sa date de sortie qui aura lieu le 7 novembre 2017. Le jeu a ensuite été reporté à 2018 et sort finalement le 15 février 2019.